# Betty Maycock
Betty-Jean Maycock (13 de dezembro de 1942) é uma ex-ginasta norte-americana.
Betty fez parte da equipe estadunidense que disputou os Jogos Pan-americanos de Chicago, em 1959. Na ocasião, conquistou a medalha de ouro por equipes, em prova disputada diretamente contra o Canadá, já que não havia outras seleções; a segunda colocação no concurso geral, entre duas canadenses; e uma medalha de prata nas barras assimétricas, seguida de outra de prata, no salto sobre o cavalo. No ano seguinte, disputou os Jogos Olímpicos de Verão de Roma sem subir ao pódio. Aposentada da modalidade, formou-se na Universidade de Maryland, casou-se, teve duas filhas e passou a trabalhar numa organização de microcrédito, na África, onde colabora diretamente para o Niger.